# Maser
Maser (akronim od engl. Microwave Amplification by Stimulated Emission of Radiation: pojačanje mikrovalova stimuliranom emisijom zračenja) je uređaj za stvaranje i pojačavanje mikrovalova, a u suvremenoj inačici i za stvaranje i pojačavanje radiovalova i infracrvenoga zračenja. Rad masera temelji se na stimuliranoj emisiji zračenja koja nastaje zbog obrata (inverzije) napučenosti energijskih razina atoma aktivne tvari, kao i kod lasera. Kod plinskih masera (aktivna tvar: amonijak, vodikovi atomi, rubidijeve pare) inverzija napučenosti postiže se reflektiranjem zračenja u rezonantnoj šupljini, a kod čvrstih masera (aktivna tvar ima paramagnetska svojstva) to se postiže rezonantnim zračenjem izvana. Zračenje masera je monokromatsko i odgovara razlici energijskih razina. Titranje se podržava rezonatorom. Energijske razine plina ne ovise o vanjskim silama, pa se zato plinski maser, kao i laser, upotrebljava za točno mjerenje vremena (na primjer atomski sat). Energijske razine čvrstog (paramagnetskog) masera ovise o magnetskom polju, pa se mogu po volji mijenjati; zato se takav maser upotrebljava kao pretpojačalo koje se može regulirati. Takav se uređaj na primjer primjenjuje u astronautici i radioastronomiji kod vrlo osjetljivih detektora elektromagnetskoga zračenja koji još mogu detektirati snagu reda veličine 10–21 W, i manju. Prvu demonstraciju rada masera izveo je 1953. C. H. Townes sa suradnicima.

## Vanjske poveznice
|  | Zajednički poslužitelj ima još gradiva o temi Maser |